# .gr
.gr (Grécia) é o código TLD (ccTLD) na Internet para a Grécia.